# Affléville
Affléville is een gemeente in het Franse departement Meurthe-et-Moselle (regio Grand Est) en telt 196 inwoners (1999).
De gemeente maakt deel uit van het arrondissement Briey en sinds 22 maart 2015 van het kanton Pays de Briey. Daarvoor hoorde het bij het kanton Conflans-en-Jarnisy, dat op die dat opgeheven werd.

## Geografie
De oppervlakte van Affléville bedraagt 9,3 km², de bevolkingsdichtheid is 21,1 inwoners per km².
Het plaatsje ligt aan de Othain.
De onderstaande kaart toont de ligging van Affléville met de belangrijkste infrastructuur en aangrenzende gemeenten.

## Demografie
Onderstaande figuur toont het verloop van het inwonertal (bron: INSEE-tellingen).